# Wink Adams
Jo'Van J. Adams, detto Wink (Houston, 9 marzo 1985), è un ex cestista statunitense, professionista nella NBDL e in Europa.